# クレメンス・ヴィルヘルム・ヤーコプ・メッケル
クレメンス・ヴィルヘルム・ヤーコプ・メッケル（Klemens Wilhelm Jacob Meckel、1842年3月28日 - 1906年7月5日）は、プロイセン王国及びドイツ帝国の軍人。最終階級は少将。明治時代前期に日本に兵学教官として赴任し、日本陸軍の軍制のプロイセン化の基礎を築いた。

## 経歴
ケルンに生まれる。実家のメッケル家はビール醸造家であった。メッケル家はドイツ南西部ラインラント＝プファルツ州ビットブルク＝プリュム郡ビットブルク・ラントの山間の村メッケルが発祥の地で、当地にやって来たローマ帝国の小部隊の隊長が始祖であったと伝えられている。1867年にプロイセン陸軍大学校を卒業した。普仏戦争にも参加し、鉄十字勲章も受賞した。　
陸軍の近代化を推し進めていた日本政府はドイツに兵学教官派遣を要請した。日本からの度重なる派遣要請に対し、当時フランスが日本に教官を派遣していたことから、ドイツはこれに応じ、参謀総長モルトケの推薦により、陸軍大学校（de）の兵学教官のメッケル少佐の派遣を決定し、メッケルは1885年3月に来日した。メッケルは戦術の権威であり、ドイツ側の好意は日本にとっては望外の喜びであった。もっとも、本人は「モーゼル・ワインのないところには行きたくない」と、最初難色を示していたという。だがヒンデンブルクまでも担ぎ出した陸軍挙げての説得交渉に、「一年で帰任出来るならば」と折れた。ワインの件は、横浜でモーゼルワインが入手できることを知って訪日を決意したという。日本からの要請は「3年間の派遣」だったが、本人には伏せられていた。
日本陸軍はメッケルを陸軍大学校教官に任じ、参謀将校の養成を任せた。メッケル着任前の日本ではフランス式の兵制を範としていたが、桂太郎、川上操六、児玉源太郎らの「臨時陸軍制度審査委員会」がメッケルを顧問として改革を進め、ドイツ式の兵制を導入した。陸軍大学校での教育は徹底しており、彼が教鞭を取った最初の1期生で卒業できたのは、東條英教や秋山好古などわずか半数の10人という厳しいものであった。その一方で、兵学講義の聴講を生徒だけでなく希望する者にも許したので、陸軍大学校長であった児玉を始め様々な階級の軍人が熱心に彼の講義を聴講した。
メッケルは陸軍大学校で「自分がドイツ軍師団を率いれば、日本軍など楽に撃破出来る」と豪語した。この言葉に学生のひとり根津一は反発し、その後の講義はメッケルと根津の論争の場になってしまった。メッケルは「自分は政府命令で来ているのだ、学生如きの侮辱は許さん」と帰国する勢いであった。仲裁に入った陸軍大学校幹事・岡本兵四郎にメッケルは「根津の如きは到底文明国の参謀に適せず」と述べ、結局根津は諭旨退学となっている。メッケルの豪語は学生を鼓舞するもので民族的偏見によるものではなかったが、帝国主義世界では新興国であるドイツ人と近代化を急いでいた日本人のプライドがぶつかりあったのだった。実際、後に根津はメッケルを評して日本陸軍の恩人とし日清戦争・日露戦争での勝利の要因にメッケルの指導をあげている。
また児玉源太郎の才覚を高く評価し気にかけており、「児玉は必ず将来日本を荷う人物となるであろう。彼のような英才がもう2、3人あったならば……」と評価していた。
3年間日本に滞在した後、1888年3月にドイツへ帰国。帰国後はマインツのナッサウ歩兵第2連隊長、参謀本部戦史部長、陸軍大学校教官などを経て1894年に陸軍少将へ昇進し、1895年には参謀本部次長となったが、皇帝ヴィルヘルム2世への受けはよくなく、1896年、プロイセン貴族への授爵が却下され、ポーゼン州グネーゼンの第8歩兵旅団長に左遷される辞令を受けた直後に依願退役。帰国後も自らが育てた日本陸軍の発展に日頃から気を留め、日露戦争開戦時には満洲軍総参謀長に任命された児玉宛に、メッケル自身が立案した作戦計画を記した手紙や電報を送っている。また欧米の識者が日本の敗北を疑わなかった時期に早くから日本軍の勝利を予想、「日本陸軍には私が育てた軍人、特に児玉将軍が居る限りロシアに敗れる事は無い。児玉将軍は必ず満洲からロシアを駆逐するであろう」と述べたと伝えられている。
1906年、ベルリンにて64歳で死去した。退役後に連隊長時代の部下の元妻と結婚し、日本陸軍から派遣されてくる留学生に個人授業を行ったほか、音楽に親しみ、オペラも作曲した。

## メッケルが日本に及ぼした影響
メッケルが日本の戦略思想に与えた影響について、高山信武は以下のことを挙げている。
1. 日本の活躍の場が大陸であるとして、大陸に兵を送った際の補給のための施策を提案。
2. 渡河作戦用の舟艇を鉄製にすることを提案。最初は日本軍人から冷笑されたが、試作してみて効果が理解され、以後鉄製舟艇が採用された。
3. 軍備・軍制の改革のため臨時陸軍制度審査委員会が作られたが、メッケルも顧問として参加し、諮問に応じた。これにもとづき、陸軍は歩兵操典を改正したが、メッケルの影響によりドイツ式運用を取り入れているところが多かった。
4. メッケルはしばしば参謀演習旅行を計画統裁したが、これは陸軍大学校の伝統行事となった。
5. 包囲重視、緒戦必勝、兵站の重視、健兵養成、作戦及び精神力の強調、主動権の確保といったモルトケ継承の戦略思想を徹底したことで、日本の兵学に大きな影響を与えた。

その一方で、大江志乃夫はメッケルが残した負の遺産として「即効性のある実用主義を追求する日本の陸軍の要求にこたえるに急なあまり、幅のひろい教養と基礎的な学問研究の重要性が軍人に不可欠の資質であることを力説しなかった」ことなどを挙げている。日本の陸大において戦史の研究教育を軽視する傾向はメッケルの帰国後も長く続いた。
東京青山の陸軍大学校の校庭には二つの胸像があったが、それはメッケルと石田保政のものだったという。

## メッケルと関ヶ原
メッケルはある時、関ヶ原の戦いの布陣図をみて、西軍の軍勢が東軍を包み込む陣形となっており、西軍の勝ちだと述べたという話がある。メッケルは日本の参謀から東軍が勝利したと言われてもきかなかったが、東軍が行った計略を説明されて納得したという。小説家の司馬遼太郎は、メッケル自身が関ヶ原に赴いて、地図を見ながら参謀たちを両軍にわけ、訓練を行った際の発言としている。司馬は1970年（昭和45年）のNHKのテレビ番組『日本史探訪』において、松本清張に対してこの逸話を述べ、歴史家の二木謙一が1982年の著書『関ヶ原』（中公新書）で「伝えられている」話として紹介したところ、歴史関係の書物やフィクションにおいて多く広まった。2005年9月17日にフジテレビで放送された『日本の歴史』でも、メッケルと日本の陸軍参謀本部将校が関ヶ原の戦いを検討するシーンが盛り込まれている。
乃至政彦はメッケルがそう述べた出典が存在しないこと、布陣図だけで勝利を判定することは慎重なメッケルの姿勢に適合しないこと、さらに関ヶ原の戦いの布陣図が作成されたのはメッケル帰国後であることを挙げ、この逸話は虚構であると判定している。ただし白峰旬は、司馬が『歴史と風土』に収録されたインタビューの中で、布陣図は江戸時代から伝わっていると述べており、明治時代に作成された布陣図とは直接関係はないと指摘している。また、1959年（昭和34年）に海音寺潮五郎がエッセイ『武將列傳 四』の一節「石田三成」の中で、ドイツの有名な戦術家が関ヶ原に旅行で訪れ、布陣と兵数を聞いたところ西軍が負けるはずがないと不思議がったという話を記載している。司馬はメッケルの逸話について知ったのは昭和30年代初頭と述べており、時期的に一致する。乃至はこの話が司馬に影響を与えたのではないかとしている。
メッケルが関ヶ原を訪れた事自体は事実であり、地元紙の岐阜日日新聞で報道されていた。メッケルが関ヶ原を訪れたのは1886年（明治19年）1月8日であり、何人か軍人を連れていたものの、私的な旅行の形であった。前日に大垣城を訪れていたメッケルは赤坂・桃配山・南宮山・石田三成本陣があった小関村といった戦跡を回り、首塚が鉄道敷設のため失われたという話を聞いて涙を流したという。

## 人物
来日当時禿頭で髭面であったため、学生からは「渋柿オヤジ（ジジイ）」とあだ名されていた。

## 著書
- 『戦時帥兵術(1,2)』兵林館、1889年。原胤親、飯田年治訳。